# عبد الله بن محمد بن عقيل بن أبي طالب
عبد الله بن محمد بن عقيل بن أبي طالب تابعي ومُحدث، اختُلف في الاحتجاج به عند أهل الحديث لسوء حفظه، وهو حفيد الصحابي عقيل بن أبي طالب، وأمه زينب الصغرى بنت علي بن أبي طالب، توفي عام قبل 145 هـ.

## سيرته
عَبْدُ الله بنُ مُحَمَّد بن عَقِيل بن أبي طالب بن عبد المطَّلب بن هاشم، وكنيته أبو محمد، أمه زينب الصغرى بنت عليّ بن أبي طالب. وَلَدَ عبدُ الله بن محمد: محمدًا، وهرِمَ دَرَجَ، وأمَّ هانئ وأمهم حميدة بنت مسلم بن عقيل بن أبي طالب. ومسلمَ بن عبد الله، وعقيلًا وأمهما أم ولد. مات عبد الله بن محمد بن عقيل بالمدينة قبل خروج محمد بن عبد الله بن حسن أي قبل سنة خمس وأربعين ومائة.

## روايته للحديث النبوي
- روى عن: أبيه محمد بن عقيل بن أبي طالب، وخاله محمد بن الحنفية، وعبد الله بن عمر، وأنس بن مالك، وجابر بن عبد الله بن عمرو بن حرام، والربيع بنت معوذ وعبد الله بن جعفر بن أبي طالب، وأبي سلمة بن عبد الرحمن بن عوف، وحمزة بن صهيب، والطفيل بن أبي بن كعب، وسعيد بن المسيب.[2]
- روى عنه: محمد بن عجلان، وحماد بن سلمة، وشريك القاضي والسفيانان والقاسم بن عبد الواحد وعبيد الله بن عمرو الرقي وابن جريج وفليح بن سليمان، ومعمر بن راشد.
- الجرح والتعديل: ذكره ابن سعد البغدادي في الطبقة الرابعة من أهل المدينة، وقال: «كان منكر الحديث لا يحتجون بحديثه وكان كثير العلم»، وكان مالك بن أنس لا يروي عنه، وقال يعقوب بن شيبة عن علي بن المديني: «لم يدخله مالك في كتبه»، وقال: «وابن عقيل صدوق، وفي حديثه ضعف شديد جدًا، وكان ابن عيينة يقول أربعة من قريش يترك حديثهم فذكره فيهم»، وقال حنبل بن إسحاق عن أحمد بن حنبل: «منكر الحديث»، وقال يحيى بن معين: «ابن عقيل لا يحتج بحديثه»، وقال ابن خزيمة: «لا أحتج به لسوء حفظه».

قال أبو حاتم الرازي: «لين الحديث ليس بالقوي ولا ممن يحتج بحديثه وهو أحب إلي من تمام بن نجيح يكتب حديثه»، وقال النسائي: «ضعيف»، وقال الترمذي: «صدوق وقد تكلم فيه بعض أهل العلم من قبل حفظه، وسمعت محمد بن إسماعيل يقول كان أحمد وإسحاق والحميدي يحتجون بحديث ابن عقيل».